# Демократическое движение Узбекистана
Демократическое движение Узбекистана (узб. Ўзбекистон демократик ҳаракати) — возникшее в 1989 году в Ташкенте общественно-политическое демократическое движение в Узбекской ССР.